# 三重高等農林学校
| 三重高等農林学校 （三重高農） | 三重高等農林学校 （三重高農） |
| ----------------------------- | ----------------------------- |
| 創立                          | 1921年                        |
| 所在地                        | 三重県津市                    |
| 初代校長                      | 上原種美                      |
| 廃止                          | 1951年                        |
| 後身校                        | 三重大学                      |
| 同窓会                        | 三翠同窓会                    |

三重高等農林学校 （みえこうとうのうりんがっこう） とは、1921年 （大正10年） に設立された官立旧制専門学校。

## 概要
- 大正時代中期 （1920年頃）臨時教育会議による官立高等教育機関増設政策で設立された高等農林学校 （高農） の一つ。
- 創立時は、本科に農学科・農業土木学科・林学科の 3科を設置。増設政策によって林学と農業土木教育が行われる事実上の最初となり、457haの演習林を農商務省山林局から移管した。
- 第二次世界大戦中に三重農林専門学校 （略称： 三重農専） と改称された。
- 学制改革により、当初は単科農科大学への昇格と農学部がなかった大阪大学との合併案も浮上したが、後「11原則」が示され、三重農林専門学校、三重師範学校、三重青年師範学校が合併、1949年、農・学芸の2学部の新制三重大学に包括され、農学部 （現・生物資源学部） となった。
- 同窓会は 「三翠同窓会」 （さんすいどうそうかい） と称し、旧制 （三重高農・三重農専・三重水専など）・新制 （三重大学旧農学部・旧水産学部・生物資源学部など） 合同の会である。

## 沿革

### 前史
- 1919年： 第41回帝国議会、官立高農 5校の設置に協賛。
  - うち 1校が三重県津市に設置されることになった。
  - 県民の希望はむしろ高等学校の設置だったが、誘致は叶わなかった。
- 1919年7月： 三重県会、高等農林学校設置予算議決。
  - 三重県、44.5万円の寄附を決定 （うち 6万円は津市・栗真村から、30万円は県積立金から）。
- 1919年9月： 校地を津市上浜町に決定。
- 1920年7月： 整地完工。
- 1921年2月： 校舎着工。

### 三重高等農林学校時代
- 1921年12月10日： 文部省直轄諸学校官制改正により三重高等農林学校設置 （勅令第456号）。
- 1922年1月： 12日、三重高等農林学校規程公布。16日、同校規則制定。
  - 本科 （修業年限3年） に農学科・農業土木科・林学科の 3科を設置。
- 1922年4月22日： 第1回入学式。25日 始業式、26日 授業開始。
- 1922年5月10日： 実験農場、初耕式。
  - 校地一帯は低湿かつ塩害の激しい土地で、自ら農業土木 （農地改良） の実践が必要だった。
- 1922年6月： 塔世橋事件発生。
  - 左側通行を巡り生徒と警察官が論争、塔世橋巡査派出所を襲撃。生徒2、3名検束。のち戒飭処分に。
- 1923年2月11日： 寄宿舎 （自治寮） を 「三翠寮」 と命名。
  - 「三翠」 は、三重 および 松のみどり・海のみどり・空のみどりに由来。
- 1923年2月18日： 校友会主催第1回兎狩り開催。
  - のちに卒業生送別会を兼ねる。1936年まで毎年開催。
- 1923年11月： 「三重高農農業土木学会」 発足。
- 1924年3月： 実験農場改良に着手。8月完成。
  - 灌漑・排水に電動ポンプを導入。農地改良の実証研究となった。
- 1924年4月： 校外寮 「三慶寮」 開寮。
- 1924年10月： 校歌制定 『み空のみどり樹のみどり波のみどり』 （尾上八郎 作詞、弘田龍太郎 作曲）。
- 1924年11月1日： 開校式挙行。以後、この日を開校記念日とする。
- 1925年2月： 一志郡八幡村 （現・津市美杉町） に演習林設置。
- 1925年2月27日： 三重県立農業補習学校教員養成所を併置 （文部省告示第84号）。
  - 初代所長： 宇田一 （三重高農教授）。のちの三重青年師範学校 （現・三重大学教育学部）。
- 1926年11月： 映画 『我が学園の誇』 校内で撮影。
  - 文部省による農事改良PR映画。『我が学園の誇』 は三重高農関係者による通称。
- 1928年1月： 「三重高農農学会」 発足。
- 1929年11月： 開校記念日の一般公開 （学園祭） 開始。
- 1931年3月： 熱帯植物温室設置。
- 1931年11月： 三重高農同窓会発足 （現・三翠同窓会）。
- 1932年4月： 校外寮 「志登茂寮」 開寮。
- 1933年4月28日： 第二拓殖訓練所を設置[1]。
  - 満蒙開拓民の教育が目的。1年制。
- 1936年2月： 農林博物館竣工。
- 1936年11月： 同窓会館 「三翠会館」 開館 （現存、登録有形文化財）。
- 1938年4月： 農村工業実科を設置。
  - 1年制、中等学校卒業後1年以上農業経験を持つ者対象。

### 三重農林専門学校時代
- 1944年4月： 三重農林専門学校と改称 （3月28日付勅令第165号）。
  - 設置学科を農科・農業土木科・林科と改称。
- 1945年7月28日： 津空襲で農場建物焼失、家畜全滅。
- 1945年12月： 農業専修科・農業土木専修科を設置。
  - 1年制。1946年12月 1期のみで廃止。
- 1946年3月： 第二拓殖訓練所を廃止。
- 1946年4月： 本科に農産製造科を増設。
- 1946年6月： 河芸郡上野村 （現・津市河芸町） に第二農場設置 （旧・第二拓殖訓練所農場）。
- 1947年4月： 男女共学となる （初の女子生徒入学は1948年）。
- 1948年1月： 大学昇格委員会設置。
  - 名古屋大学との合併は先約 （岐阜農専） があり断念、主に大阪大学との合併を目指した。
- 1948年4月： 大阪大学、三重農専合併による農学部設置を学内決定。
- 1948年7月： 大阪大学との合併を正式に断念。三重大学設置認可を申請。
  - 原則として、越県合併は認められなかった。
- 1949年5月31日： 新制三重大学設置。
  - 旧制三重農林専門学校は、農学部 （農学科・農業土木学科・林学科・農産製造学科） の母体として包括された。
- 1951年3月31日： 旧制三重農林専門学校、廃止。
  - 1951年4月、農村工業実科は三重大学農業別科に改組された。

## 歴代校長
- 初代： 上原種美 （1921年12月 - 1939年3月）
- 第2代： 高橋隆道 （1939年3月 - 1945年12月）
- 第3代： 井上重陽 （1945年12月 - 1949年2月）
- 第4代： 岡出幸生 （1949年2月 - 1950年5月）
- 第5代： 藤村次郎 （1950年5月 - 1951年3月）

## 校地の変遷と継承
創立から廃止まで、津市上浜町（現・津市江戸橋） から河芸郡栗真村 （現・津市栗真町屋町） にかけての校地を使用した。上浜校地は後身の三重大学に引き継がれた。農専時代の旧校舎は新校舎建設のため1965年頃から取り壊された。1936年9月竣工の同窓会館 「三翠会館」 は現存し、2002年2月、登録有形文化財として登録された。
実験農場 （上浜農場） は三重県立大学医学部・水産学部 （1972年5月から三重大学医学部・水産学部） の用地となり、1970年4月、附属農場は津市高野尾町に移転して現在に至っている。

## 著名な出身者
三重大学の人物一覧を参照。

## 関連書籍
- 『三重大学農学部六十年史』　教育文化出版教育科学研究所、1981年6月。